# Chocolate Starfish and the Hot Dog Flavored Water
Chocolate Starfish and the Hot Dog Flavored Water é o terceiro álbum de estúdio da banda norte-americana de rock Limp Bizkit, lançado a 17 de outubro de 2000 pela Flip e Interscope Records.

## Performance comercial
O CD estreou em primeiro lugar na Billboard 200, vendendo 1.05 milhões de cópias na primeira semana de vendas, com 400 mil cópias sendo vendidas apenas no dia de lançamento, tornando-se o álbum mais vendido numa semana de estreia na história do Rock de 1991 até então, passando a frente de "Ten", do Pearl Jam. Tornou-se o 18º álbum mais vendido nos anos 2000 nos Estados Unidos.
Na segunda semana de lançamento, o álbum vendeu 392 mil cópias, e se manteve na primeira posição da Billboard 200. O álbum também foi a primeira colocação nas paradas canadenses, vendendo 98.707 cópias apenas na primeira semana. Dois meses após a data de lançamento, o álbum foi quadruplamente certificado como platina pela RIAA, e quase sete meses após o lançamento, o álbum obteve a quinta platina. Em abril de 2002, o álbum ainda chegaria à sexta platina. Em outubro de 2001, o álbum foi certificado seis vezes como platina pela Music Canada.
De acordo com o site da RIAA, o álbum vendeu mais de 6 milhões de cópias apenas nos Estados Unidos até 2008 e as vendas pelo mundo somaram mais de 12 milhões.

## Música e letras
A primeira parte do título ("Chocolate Starfish and the Hot Dog Flavored Water"/"Estrela-do-mar de chocolate e a água saborizada de cachorro-quente") é uma referência escatológica à aparência de um ânus humano ("Estrela-do-mar de chocolate"). No entanto, "água saborizada de cachorro quente" é uma piada interna iniciada por Wes Borland numa parada de caminhões, enquanto a banda fazia turnê. Lá, Borland viu garrafas de água saborizada da Crystal Geyser e fez uma piada sobre existir sabores de carne ou cachorro-quente para a água.
Durst se refere ao nome do álbum em três músicas. Primeiro, em "Livin' It Up", onde ele declara que "A estrela-do-mar de chocolate é o meu amigo Fred Durst" (Wes Borland declarou em uma entrevista, quando perguntado sobre o nome do álbum, que "Fred chama a si mesmo de estrela-do-mar de chocolate, porque as pessoas o chamam de idiota o tempo inteiro"); depois em "Hot Dog", onde ele diz aos detratores "Beijem a minha estrela-do-mar, minha estrela-do-mar de chocolate"; e em "Rollin' (Air Raid Vehicle)", onde ele menciona a expressão "Chocolate Starfish" na introdução.
A música "Hot Dog" possui a palavra "fuck" repetida por quarenta e seis vezes, conforme o próprio vocalista aponta nas letras, "se eu disser 'fuck' mais duas vezes, serão 46 'fucks' nessa rima ferrada", o que também denota a maior quantidade de xingamentos em qualquer música da banda. As paródias do refrão dizem respeito às músicas do Nine Inch Nails "Closer", "The Perfect Drug" e "Burn". Durst disse que é um grande fã do Nine Inch Nails e que eles os inspiravam em sua música, embora o vocalista da banda referida, Trent Reznor, tenha feito apontamentos negativos sobre Durst neste período. Avaliadores tem interpretado as letras de Durst em "Hot Dog" como um insulto, por conta destes detalhes, direcionado a Reznor. "Livin' It Up" usa samples de "Life in the Fast Lane" da banda americana The Eagles. As letras de "My Generation" fazem referência a "My Generation" do The Who e a "Welcome to the Jungle", do Guns N' Roses.

## Recepção crítica
| Críticas profissionais                                                      | Críticas profissionais |
| Avaliações da crítica                                                       | Avaliações da crítica  |
| Fonte                                                                       | Avaliação              |
| --------------------------------------------------------------------------- | ---------------------- |
| All Music Guide                                                             | (sem nota)             |
| Robert Christgau                                                            | (sem nota)             |
| Esta tabela precisa de ser acompanhada por texto em prosa. Consulte o guia. |                        |

Chocolate Starfish and the Hot Dog Flavored Water recebeu críticas mistas. A Metacritic deu ao álbum 49 de 100. Stephen Thomas Erlewine da AllMusic escreveu, "A autopiedade de Durst e a música monótona entregam que a banda fez o 'Chocolate Starfish' na correria — é o som de uma banda determinada a entregar uma sequência (do primeiro álbum) em um espaço determinado de tempo." O guia de álbuns da Rolling Stone premiou o álbum com 3 de 5 estrelas, enquanto a revista em si deu ao álbum 3.5 de 5; Ainda assim, o álbum foi listado no livro 1001 Discos Para Ouvir Antes de Morrer, mas foi removido em edições recentes do livro. Em 2020, a revista Metal Hammer o elegeu como um dos 20 melhores álbuns de metal de 2000.

## Faixas
Todas as letras escritas por Fred Durst, exceto onde notado, todas as músicas compostas por Wes Borland, John Otto e Sam Rivers, exceto onde notado.
| N.º            | Título                                                              | Letras                         | Música         | Duração |  |
| 1.             | "Intro"                                                             |                                |                | 1:18    |  |
| 2.             | "Hot Dog"                                                           |                                |                | 3:50    |  |
| 3.             | "My Generation"                                                     |                                |                | 3:41    |  |
| 4.             | "Full Nelson"                                                       |                                |                | 4:07    |  |
| 5.             | "My Way"                                                            |                                |                | 4:32    |  |
| 6.             | "Rollin' (Air Raid Vehicle)"                                        |                                |                | 3:33    |  |
| 7.             | "Livin' It Up"                                                      |                                |                | 4:24    |  |
| 8.             | "The One"                                                           |                                |                | 5:43    |  |
| 9.             | "Getcha Groove On" (featuring Xzibit)                               | Durst, Xzibit                  | DJ Lethal      | 4:29    |  |
| 10.            | "Take a Look Around"                                                |                                | Lalo Schifrin  | 5:21    |  |
| 11.            | "It'll Be OK"                                                       |                                |                | 5:06    |  |
| 12.            | "Boiler"                                                            |                                |                | 7:00    |  |
| 13.            | "Hold On" (featuring Scott Weiland)                                 | Durst, Scott Weiland           |                | 5:48    |  |
| 14.            | "Rollin' (Urban Assault Vehicle)" (com DMX and Method Man & Redman) | DMX, Durst, Method Man, Redman | Swizz Beatz    | 6:22    |  |
| 15.            | "Outro"                                                             |                                |                | 9:49    |  |
| Duração total: | Duração total:                                                      | Duração total:                 | Duração total: | 1:15:08 |  |

| Bonus Inicial |                      |         |  |
| N.º           | Título               | Duração |  |
| 1.            | "Snake In Your Face" |         |  |
| 2.            | "Back O Da Bus"      |         |  |

## Créditos
Adaptado do encarte do álbum:

#### Limp Bizkit
- Fred Durst – vocais, direção de arte, encarte do álbum, fotografia
- Wes Borland – guitarra, arte da capa
- Sam Rivers – baixo elétrico
- DJ Lethal – turntables, samples, teclado, programação, criação de sons
- John Otto – bateria

#### Participações especiais
- Scott Borland – teclados nas faixas "Hot Dog", "Full Nelson", "My Way", "Livin' It Up", "The One", "It'll Be OK", "Boiler" e "Hold On"
- Scott Weiland – vocais em "Hold On"
- DMX, Redman, Method Man – vocais em "Rollin' (Urban Assault Vehicle)"
- Xzibit – vocais em "Getcha Groove On"
- Stephan Jenkins, Ben Stiller, Mark Wahlberg, Rob Dyrdek – falas em "Outro"
- Rich Keller – baixo elétrico em "Rollin' (Urban Assault Vehicle)"

#### Produção
- Produzido por Limp Bizkit e Terry Date, produção adicional por Scott Weiland e Josh Abraham (todas as faixas com exceção de "Getcha Groove On" e "Rollin' (Urban Assault Vehicle)"; DJ Lethal e Fred Durst ("Getcha Groove On"); Swizz Beatz ("Rollin' (Urban Assault Vehicle)")
- Produção Executiva – Eve Butler
- Assistente de Produção Executiva – Peter Katsis
- Coordenação de Produção – Erin Haley
- Edição – Domenic Barbers, DJ Premier, Carl Nappa
- Assistente de Edição – Cailan Mccarthy
- Engenharia de áudio – Eric B., Joe Barresi, Barney Chase, Terry Date, Jesse Gorman, Kevin Guarnieri, Scott Olson, Ted Reiger, Dylan Vaughan, Darren Venbitti, Rakim
- Assistentes de Engenharia – Barney Chase, Steve Conover, David Dominguez, Jaime Duncan, Fran Flannery, Kevin Guarnieri, Femio Hernández, Matt Kingdom, Carl Nappa, Pete Novak, Ted Reiger, Doug Trantow, Alex Morfas
- Masterização – Vlado Mellior
- Mixagem – Andy Wallace (todas as faixas menos "Getcha Groove On", "Take a Look Around" e "Rollin' (Urban Assault Vehicle)"), Rich Keller ("Rollin' (Urban Assault Vehicle)"), Brendan O'Brien ("Take a Look Around"), Michael Patterson ("Getcha Groove On")
- Assistentes de Engenharia para Mixagem - Steve Sisco, Josh Wilbur, Ryan Williams, Karl Egsieker
- Coordenação de arte – Liam Wars